# 春木川 (大阪府)
春木川（はるきがわ）は、大阪府岸和田市内を流れる河川で、同府が管理する二級河川である。同市尾生町の東谷橋より上流を轟川（とどろきがわ）と呼ぶ。

## 流域

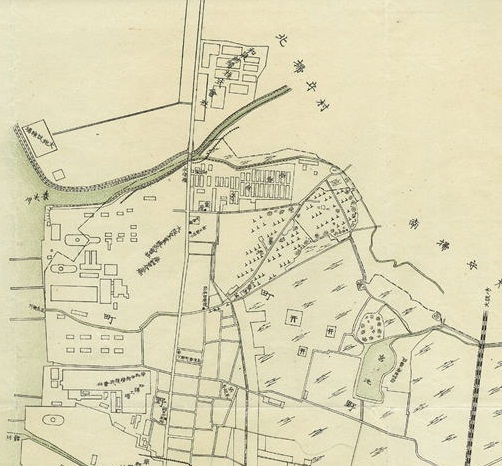
『岸和田市全図』（『岸和田要鑑』1924年）の北部分抜粋。同川河口部分である。埋め立てで生まれた臨海町・新港町はまだない。

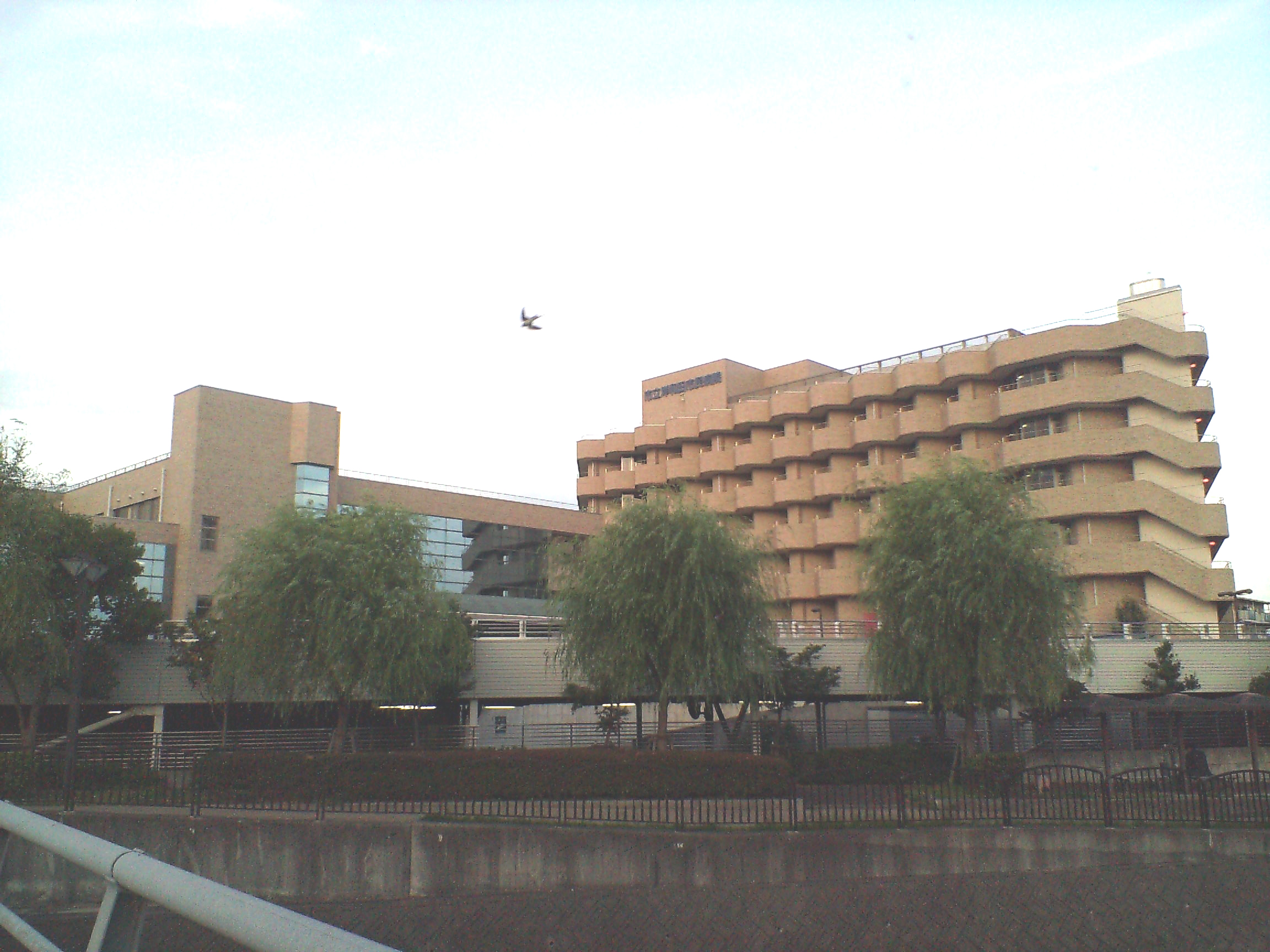
市立岸和田市民病院（額原町1001番地）。手前が同川。

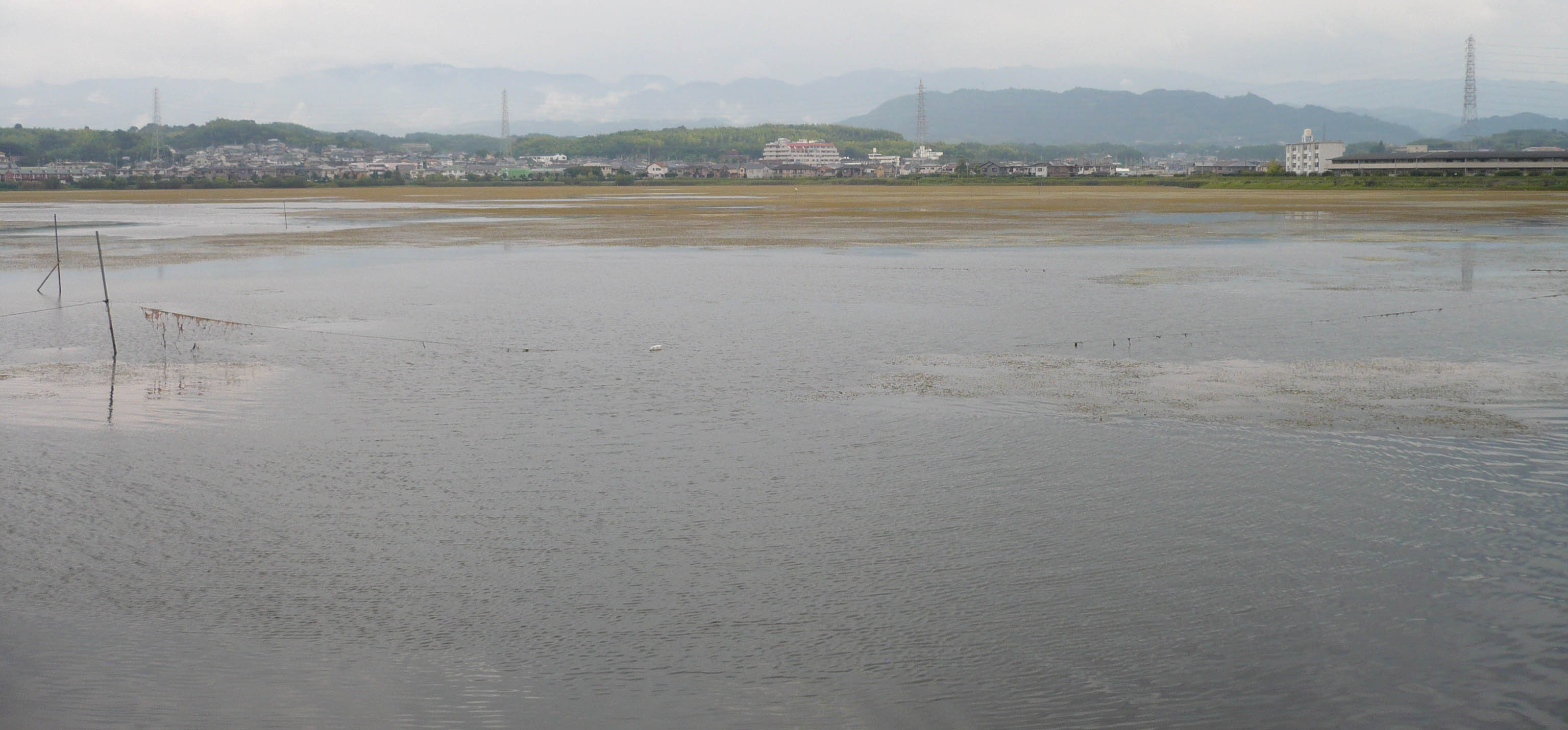
春木川に注ぎ込む久米田池（岡山町）。

大阪府岸和田市北阪町の神於山（295メートル、大阪50山）に源を発し、市内山間部を北へ流下し、市内尾生町で北西へ向きを変え、大阪湾に注ぐ。全流域が同市内に終始し、流域面積は14.4平方キロメートル、流路延長は約10.0キロメートルであり、そのうち二級河川指定区間は5.7キロメートルである。水源の神於山は、和泉葛城連山の前山にあたる。同川が形成する浸食谷は尾生谷（おぶだに）と呼ばれる。
以下、流域は全域が岸和田市内であるためその町丁・大字を上流から列挙する。
- 北阪町
- 三ヶ山町
- 尾生町
- 額原町
- 西之内町
- 加守町
- 春木泉町・下野町

## 環境

### 治水事業
第二次世界大戦後、1950年9月3日に上陸したジェーン台風の際、おもに高潮により流出家屋6戸、床上浸水611戸、床下浸水1300戸の被害が発生した。その後、1967年7月の集中豪雨の際にも、河口部で床上浸水55戸、床下浸水105戸の被害が発生した。これを受けて、河口部付近の改修を1971年度から行い、1991年に完成した。計画進行中、1982年8月の台風10号の際に床上浸水15戸、床下浸水225戸の被害が出ただけでなく、1989年の台風22号の際にも、床上浸水34戸、床下浸水108戸の被害が発生した。

### 地域活動
「春木川・轟川をよくする市民の会」が1996年11月9日に設立され、源流から河口までの一斉清掃等に取り組んでいる。

## 歴史
弥生時代から同川流域に人が住み始め、河川の水を利用しての水田耕作が行われ、久米田古墳群などの遺跡が多く残っている。歴史が進み、流域の水田開発が進むと、久米田池や蜻蛉池のような溜池が多く造成された。久米田池は府内最大規模の溜池で、8世紀に聖武天皇が行基に命じて建造させ、これを守るために久米田寺が開かれた。久米田池の水は同川に流れ込んでいる。
永禄5年3月5日（1562年4月8日）に三好実休に畠山高政が攻め込んだ久米田の戦いにおいて、同川は重要な舞台装置の役割を果たした。
流域の岸和田市三ヶ山町、尾生町、西之内町、加守町はそれぞれ和泉国南郡の三ヶ山新田、尾生村、西之内村、加守村であったが、1889年（明治22年）4月1日付で同郡南掃守村になり、同じく額原町は額原村であったが、同日付で八木村になり、同じく春木泉町は春木村であったが北掃守村になり、同じく下野町は野村であったが、沼野村になった。いわゆる岸和田町・岸和田浜町・岸和田村といった岸和田地域は、同川の流域に含まれていない。
近代になると、河口付近に工場がつくられ、泉南郡沼野村大字野（現在の岸和田市下野町）に和泉煉瓦の工場（のちの大阪窯業岸和田工場、現在の岸和田コーポラス）、あるいは岸和田紡績野村工場の社宅（現在の一般の住宅地）、同郡北掃守村大字春木（現在の岸和田市春木泉町）に和泉紡績の工場（のちの東洋紡春木工場、現在のUR都市機構春木団地）等が川沿いに大規模に建設された（右上『岸和田市全図』抜粋参照）。
1942年（昭和17年）4月1日の自治体合併により、全流域が岸和田市域内に入った。
第二次世界大戦後は、河口付近を中心に市街地化が進行し、川沿いには、春木体育館（春木泉町）、岸和田徳洲会病院（加守町）、岸和田市中央公園（西之内町）、岸和田市総合体育館（同）、市立岸和田市民病院（額原町）等が建設された。古くから存在した岸和田漁港（左岸）は、埋め立てにより新しくできた臨海町に移転し、春木港も新港町に移った。

## 交通
同川と交差・並行するおもな道路・鉄道を上流から列挙する。
- 大阪外環状線
- 大阪府道230号春木岸和田線 （中尾生橋）
- 大阪府道30号大阪和泉泉南線 （上轟橋[9]）
- 西日本旅客鉄道阪和線 （下松駅）
- 第二阪和国道 （春木川橋）
- 大阪府道227号和気岸和田線（大宮橋）
- 南海電気鉄道南海本線 （春木駅）
- 大阪府道204号堺阪南線 （春木橋[9][10]）
- 紀州街道 （永守橋）
- 大阪府道29号大阪臨海線